# Comuna Novosofiivka, Nikopol
Novosofiivka (în ucraineană Новософіївка) este o comună în raionul Nikopol, regiunea Dnipropetrovsk, Ucraina, formată din satele Hmelnîțke, Novosofiivka (reședința), Ordjonikidze și Putîlivka.

## Demografie
Componența lingvistică a satului Novosofiivka
     Ucraineană (94,02%)
     Rusă (5,33%)
Conform recensământului din 2001, majoritatea populației satului Novosofiivka era vorbitoare de ucraineană (94,02%), existând în minoritate și vorbitori de rusă (5,33%).